# Prüfmittelmanagement
Das Prüfmittelmanagement (auch Prüfmittelverwaltung, PMV) ist Bestandteil des Qualitätsmanagements. Es zielt darauf ab, die Qualität, Zuverlässigkeit, Einsatzfähigkeit und -bereitschaft der Prüfmittel in einem Unternehmen sicherzustellen und zu erhalten. Durch die Überwachung sollen Prüfmittel zu jeder Zeit die geforderten Leistungen erbringen können. Somit leistet das Prüfmittelmanagement einen Beitrag zur Sicherstellung der Prozessfähigkeit.
Die Norm EN ISO 9001:2015 fordert im Kapitel 7.1.5 die Einführung eines Prozesses, der die Eignung und Funktionsfähigkeit der Prüfmittel sicherstellt. Die ISO 13485:2021 fordert ein Prüfmittelmanagement im Absatz 7.6: „Lenkung und Überwachung von Prüfmitteln“. Die EU-Verordnung 2017/745 (MDR) fordert ein Prüfmittelmanagement indirekt, aufgrund der Beweislastumkehr zum Nachweis der Produktkonformität.
Die Beweislastumkehr bei der Produzentenhaftung veranlasst den Hersteller von Produkten, sicherheitsrelevante Merkmale zu prüfen, das Ergebnis zu dokumentieren, und zusätzlich den Nachweis zu führen, dass auch die verwendeten Prüfmittel einer regelmäßigen Überwachung unterliegen.
Ohne die Prüfmittelüberwachung könnten Hersteller im Schadensfall nicht den Nachweis führen, dass alles in der Macht stehende getan wurde, um ein Versagen des Produktes zu verhindern. Die Prüfmittelüberwachung reicht zwar allein nicht aus, ohne sie ist dieser Nachweis aber niemals schlüssig zu führen.

## Hauptaufgaben
Die Anforderungen an das Prüfmittelmanagement sind auch in der ISO 10012:2003 aufgeführt. Zusammenfassend organisiert das Prüfmittelmanagement die Beschaffung, den Einsatz und die Überwachung der Prüfmittel (einschließlich der Messmittel).
Zu den folgenden Aufgaben müssen Vorgabedokumente vorliegen und die Ergebnisse müssen dokumentiert werden:
- Messmittelüberwachung (Beschaffung, Kennzeichnung, metrologische Rückführung / Kalibrierung / Verifizierung, Kalibrierintervall festlegen, Verschrottung…)
- Prüfmittelabweichung erfassen und bewerten und gegebenenfalls Maßnahmen zur Gewährleistung der Produktkonformität ergreifen
- Messsystemanalysen (MSA) durchführen, um die Eignung von Prüfmitteln und des Prüfprozesses nachzuweisen
- Computersystemvalidierung (CSV) der Systeme, die zur Überwachung des Messmittel genutzt werden